# 'Mpanatigghi

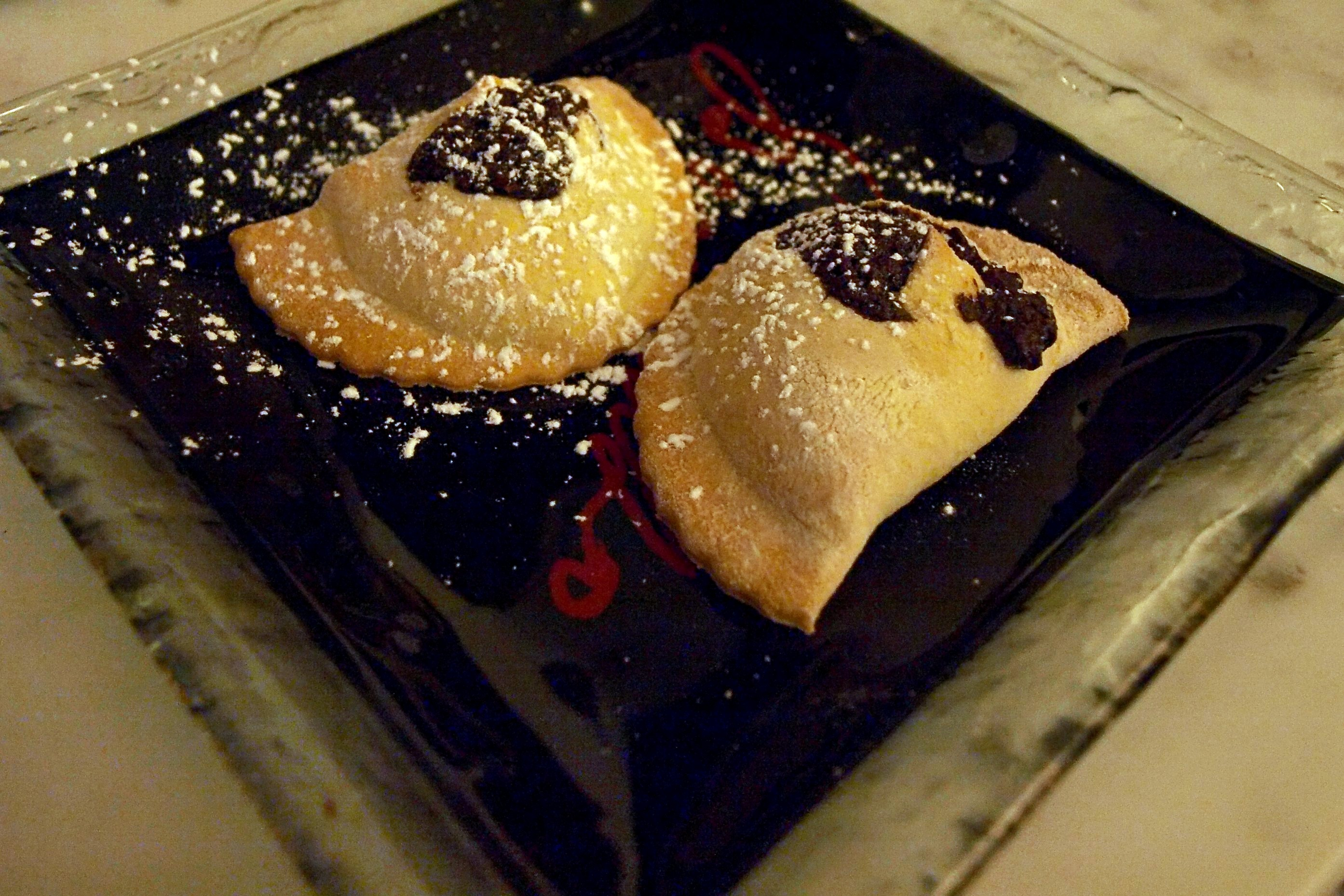
'Mpanatigghi

'Mpanatigghi é um pastel típico da cidade de Módica, na Sicília.
O seu recheio é preparado com carne de bovino e com chocolate, constituindo uma combinação pouco comum de ingredientes. No passado, era preparado com carne de caça, tendo com o tempo passado a ser preparado com carne de bovino apenas por uma questão prática. Para além destes ingredientes, inclui também amêndoa triturada, açúcar, canela e baunilha.
Este pastel foi criado durante a ocupação espanhola da Sicília, no século XVI, sendo provável que o nome 'mpanatigghi derive da palavra castelhana empanada.